# Јован (живописац)
Јован (XVIII век) био је српски сликар и иконописац. Био је један од помоћника зографа Андреје, с којим је 1730. сликао фреске манастира Шемљуга.